# Lagman de Man
Pour les articles homonymes, voir Lagman.
Lagman de Man (gaélique Laghmaind et scandinave Lǫgmaðr Guðrøðarson) fut roi de l'île de Man et des Îles entre 1095 et 1099 ou entre 1103 et 1110.

## Biographie
Lagman ou Lǫgmaðr était le fils aîné de Godred Crovan. Il avait assuré la direction du royaume de Man et des Îles lorsque son père avait  provisoirement établi son autorité sur le royaume de Dublin en 1091 ce qui permet de justifier le règne de sept ans qui lui est accordé par les Chroniques de Man.
En 1095, à la mort de Godred Crovan, il devient à son tour roi de l'île de Man mais il doit faire face aux prétentions de son frère cadet Harald qui est finalement éliminé en 1099.
C’est à cette époque que, dans le contexte de sa grande expédition maritime dans les îles de l’Ouest, le roi Magnus III de Norvège prend le contrôle de l’île de Man, du Kintyre et des Hébrides intérieures. Lagman tente un moment de résister dans les Hébrides extérieures mais il est capturé et enchaîné. Le roi Magnus III confie alors nominalement le double royaume à son jeune fils Sigurd qui était déjà devenu le souverain titulaire des Orcades.
Lagman recouvre alors sa liberté ; il renonce à son royaume et décide d’effectuer un pèlerinage à Jérusalem pour expier le meurtre de son frère Harald. Il serait mort pendant ce voyage à une date incertaine – en 1097 et 1111 – selon les sources.